# Турбина
Турби́на (фр. turbine от лат. turbo — вихрь, вращение) — 

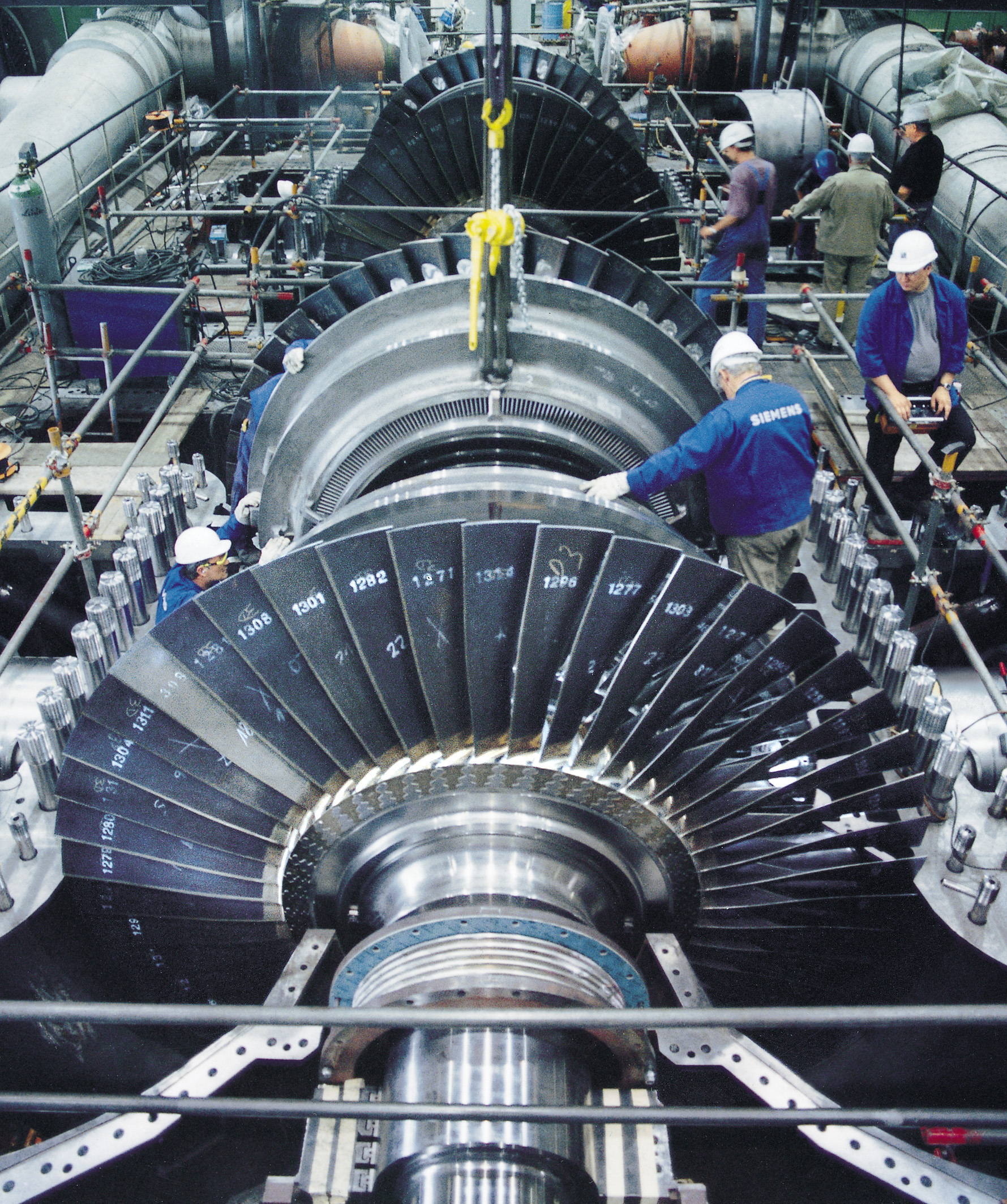
Монтаж паровой турбины

устройство с непрерывным рабочим процессом и с вращательным движением рабочего элемента, на котором происходит преобразование кинетической энергии и/или внутренней энергии рабочего тела (пара, газа, воды) в механическую работу на валу. 
Обычно представляет собой лопаточную машину, но бывают и безлопастные турбины такие как турбина Тесла. Как правило, процесс в турбине описывается как адиабатический необратимый, то есть с возрастанием энтропии.
Струя рабочего тела воздействует на лопатки, закреплённые по окружности ротора, и приводит их в движение. Применяется в качестве привода электрического генератора на тепловых, атомных и гидро электростанциях, как составная часть приводов на морском, наземном и воздушном транспорте, привода компрессора в газотурбинном двигателе, а также гидродинамической передачи.

## История

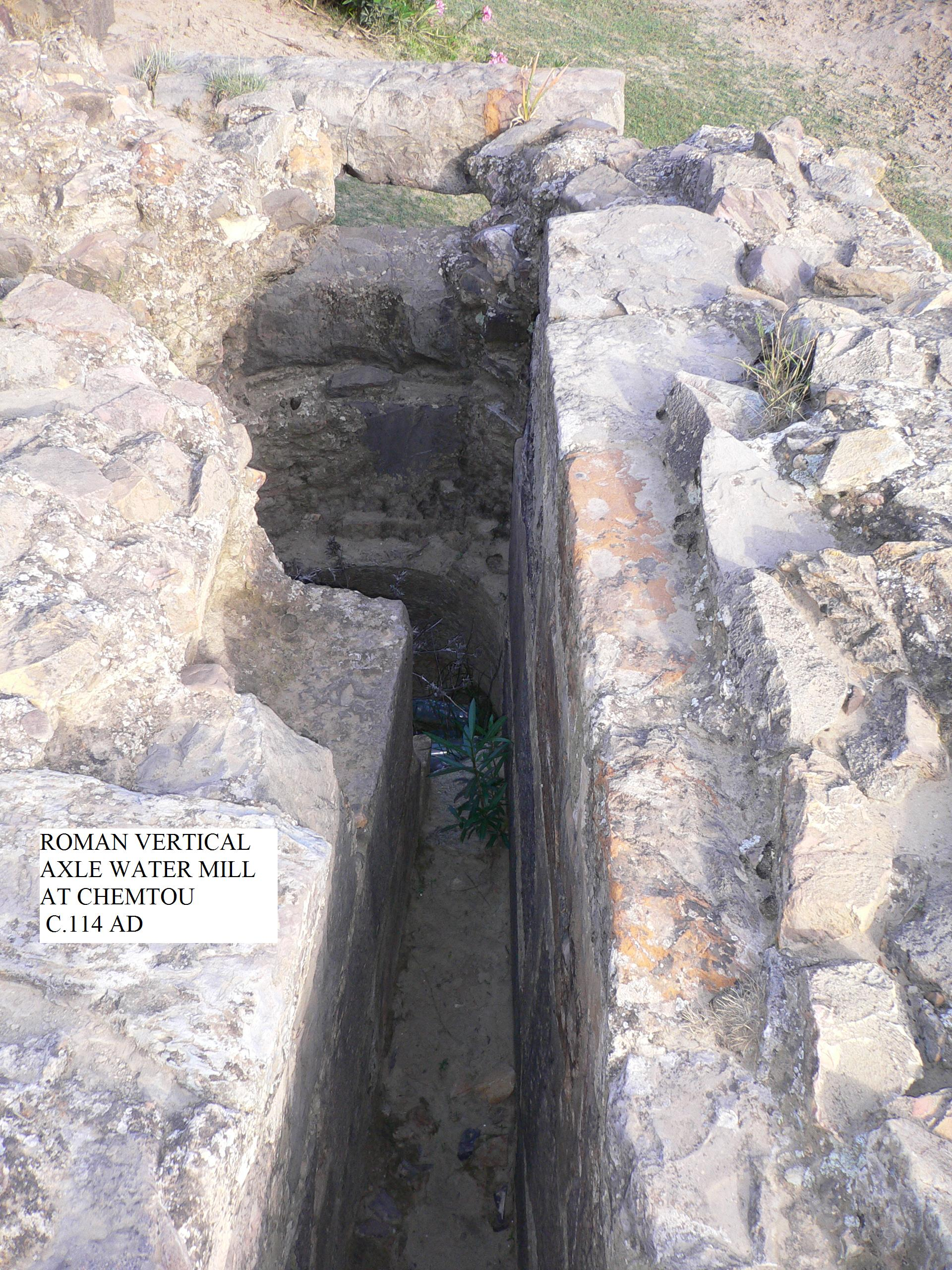
Древнеримская турбинная мельница в Шемту, Тунис. Тангенциально направленный поток воды вращал погруженное в воду горизонтальное колесо на вертикальной оси

Попытки создать механизмы, похожие на турбины, делались очень давно. Известно описание примитивной паровой турбины, сделанное Героном Александрийским (1 в. н. э.). По словам И. В. Линде, XIX век породил «массу проектов», которые остановились перед «материальными трудностями» их выполнения. Лишь в конце XIX века, когда развитие термодинамики (повышение КПД турбин до сравнимого с поршневой машиной), машиностроения и металлургии (увеличение прочности материалов и точности изготовления, необходимых для создания высокооборотных колёс), Густаф Лаваль (Швеция) и Чарлз Парсонс (Великобритания) независимо друг от друга создали пригодные для промышленности паровые турбины.

### Хронология
- Около I в. н. э.: Паровая турбина Герона Александрийского (эолипил) — на протяжении столетий рассматривалась как игрушка и её полный потенциал не был изучен.
- 1500: В чертежах Леонардо да Винчи встречается «дымовой зонт». Горячий воздух от огня поднимается через ряд лопастей, которые соединены между собой и вращают вертел для жарки.
- 1551: Таги-аль-Дин придумал паровую турбину, которая использовалась для питания самовращающегося вертела.
- 1629: Сильная струя пара вращала турбину, которая затем вращала ведомый механизм, позволяющий работать мельнице Джованни Бранка.
- 1678: Фердинанд Вербейст построил модель повозки на основе паровой машины.
- 1791: Англичанин Джон Барбер получил патент на первую настоящую газовую турбину. Его изобретение имело большинство элементов, присутствующих в современных газовых турбинах. Турбина была разработана для приведения в действие безлошадной повозки.
- 1832: Французский ученый Бюрден создал первую водяную турбину[5].
- 1837: И. Е. Сафонов создал первую в России водяную турбину[5].
- 1872: Франц Столц разработал первый настоящий газотурбинный двигатель.
- 1887: русский инженер и изобретатель Павел Дмитриевич Кузьминский сконструировал первую в мире газовую реверсивную турбину, которая работала на «газопаророде» — парогазовой смеси, получаемой в созданной им же в 1894 году камере сгорания[6].
- 1892: Аурель Болеслав Стодола основал турбомашинную лабораторию, известную в настоящее время как Лаборатория преобразования энергии[англ.]. Консультации Стодолы сыграли важную роль при создании Генри Зоэлли в 1903 году его первой многоступенчатой турбины и Гансом Хольцвартом в 1905 году первой готовой к производству газовой турбины.
- 1894: Сэр Чарльз Парсонс запатентовал идею корабля, приводимого в действие паровой турбиной и построил демонстрационное судно Турбиния. Этот принцип тяги используется до сих пор.
- 1895: Три четырёхтонных 100 кВт генераторов радиального потока Парсонса были установлены на электростанции в Кембридже и использовались для электрического освещения улиц города.
- 1903: Норвежец, Эджидиус Эллинг[англ.], смог построить первую газовую турбину, которая отдавала больше энергии, чем затрачивалось на обслуживание внутренних компонент турбины, что рассматривалось как значительное достижение в те времена, когда знания о термодинамике были ограничены. Используя вращающиеся компрессоры и турбины, она производила 11 л. с. (существенная мощность для того времени). Его работа впоследствии была использована сэром Фрэнком Уиттлом.
- 1913: Никола Тесла запатентовал турбину Тесла, основанную на эффекте граничного слоя.
- 1918: General Electric, один из ведущих производителей турбин в настоящее время, запустил своё подразделение газовых турбин.
- 1920: Практическая теория протекания газового потока через каналы была переработана в более формализованную (и применяемую к турбинам) теорию течения газа вдоль аэродинамической поверхности доктором Аланом Арнольдом Грифицем.
- 1930: Сэр Фрэнк Уиттл запатентовал газовую турбину для реактивного движения. Впервые этот двигатель был успешно использован в авиации в апреле 1937.
- 1934: Рауль Патерас Пескара запатентовал поршневой двигатель в качестве генератора для газовой турбины.
- 1936: Ханс фон Охайн и Макс Хан в Германии разработали собственный патентованный двигатель в то же самое время, когда сэр Фрэнк Уиттл разрабатывал его в Англии.

### Разработки Густафа Лаваля
Первую паровую турбину создал шведский изобретатель Густав Лаваль в 1883 году. По одной из версий, Лаваль создал её для того, чтобы приводить в действие сепаратор молока собственной конструкции. Для этого нужен был скоростной привод. Двигатели того времени не обеспечивали достаточную частоту вращения. Единственным выходом оказалось сконструировать скоростную турбину. В качестве рабочего тела Лаваль выбрал широко используемый в то время пар. Изобретатель начал работать над своей конструкцией и в конце концов собрал работоспособное устройство.
В 1889 году Лаваль дополнил сопла турбины коническими расширителями, так появилось знаменитое сопло Лаваля, которое стало прародителем будущих ракетных сопел.
Турбина Лаваля стала прорывом в инженерии. Достаточно представить себе нагрузки, которые испытывало в ней рабочее колесо, чтобы понять, как нелегко было изобретателю добиться стабильной работы турбины. При огромных оборотах турбинного колеса даже незначительное смещение в центре тяжести вызывало сильную вибрацию и перегрузку подшипников. Чтобы избежать этого, Лаваль использовал тонкую ось, которая при вращении могла прогибаться.

### РазработкиЧарлза Парсонса

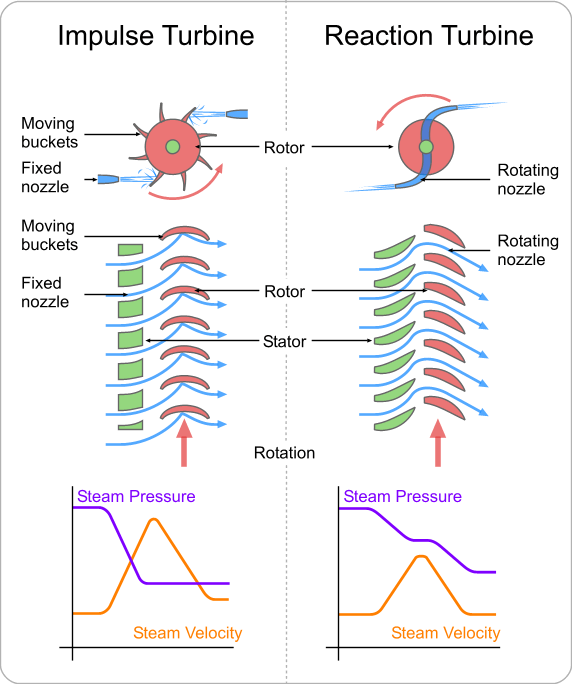
Схема активной и реактивной турбин, где ротор — вращающаяся часть, а статор — неподвижная

В 1884 году английский инженер Чарлз Парсонс получил патент на многоступенчатую турбину. Турбина предназначалась для приведения в действие электрогенератора. В 1885 году он разработал усовершенствованную версию, которая получила широкое применение на электростанциях. В конструкции турбины был применён выравнивающий аппарат, представляющий собой набор неподвижных венцов (дисков) с лопатками, имевшими обратное направление. Турбина имела три ступени разного давления с разной геометрией лопаток и шагом их установки. Таким образом, в турбине использовался как «активный», так и «реактивный» принцип.
В 1889 году уже около трёхсот таких турбин использовалось для выработки электроэнергии. Парсонс старался расширить сферу применения своего изобретения и в 1894 году он построил опытовое судно «Турбиния» с приводом от паровой турбины. На испытаниях оно продемонстрировало рекордную скорость — 60 км/ч.

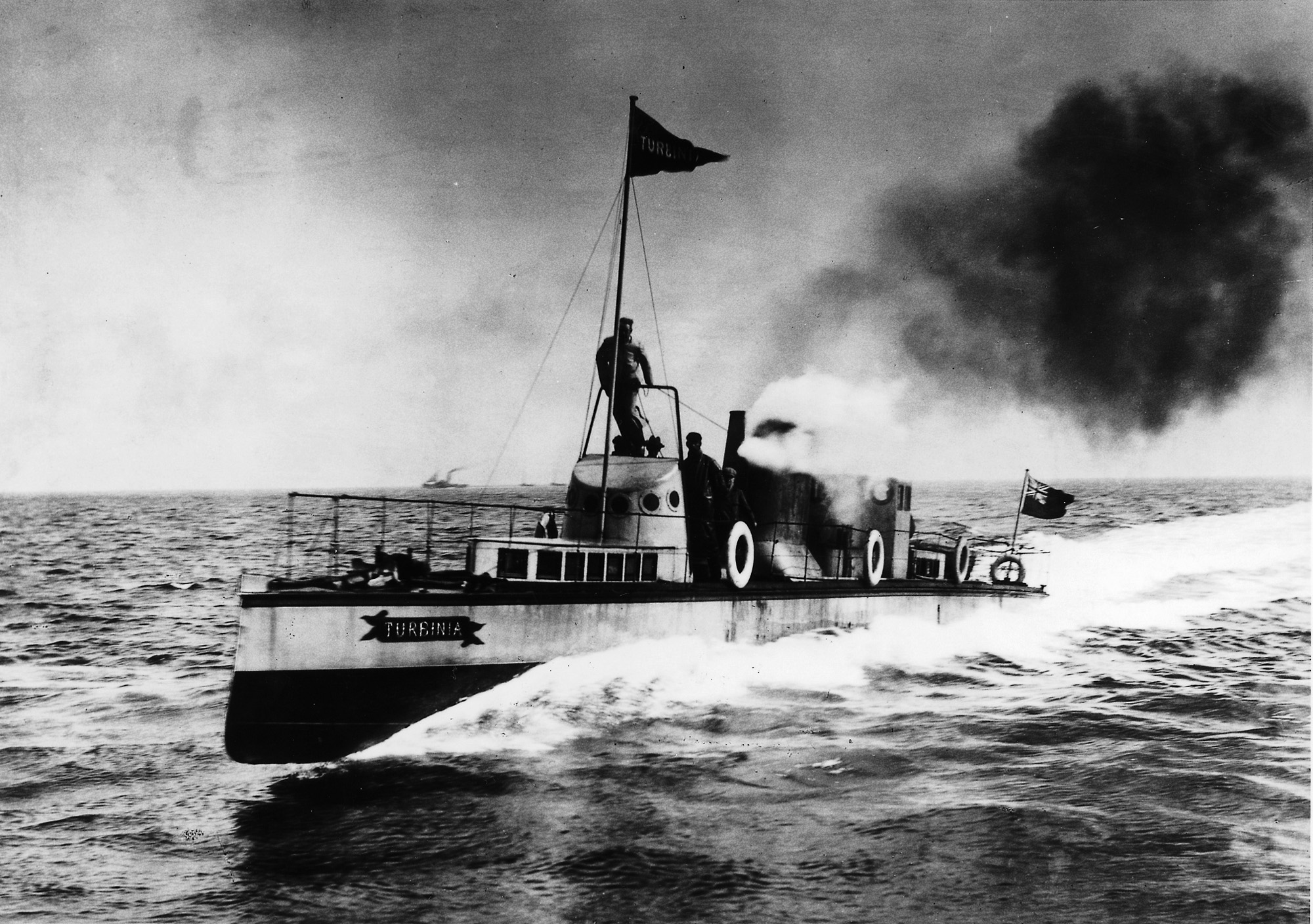
«Турбиния» — опытовое судно Чарлза Парсонса

Невозможность получить большую агрегатную мощность и очень высокая частота вращения одноступенчатых паровых турбин Лаваля (до 30 000 об/мин у первых образцов) привели к тому, что они сохранили своё значение только для привода вспомогательных механизмов. Активные паровые турбины развивались в направлении создания многоступенчатых конструкций, в которых расширение пара осуществлялось в ряде последовательно расположенных ступеней. Это позволило значительно повысить единичную мощность, сохранив умеренную частоту вращения, необходимую для непосредственного соединения вала турбины с вращаемым ею механизмом.
Реактивная паровая турбина Парсонса некоторое время применялась (в основном, на военных кораблях), но постепенно уступила место более компактным комбинированным активно-реактивным турбинам, у которых реактивная часть высокого давления заменена одно- или двухвенчатым активным диском. В результате уменьшились потери на утечки пара через зазоры в лопаточном аппарате, турбина стала проще и экономичнее.

## Конструкция турбин

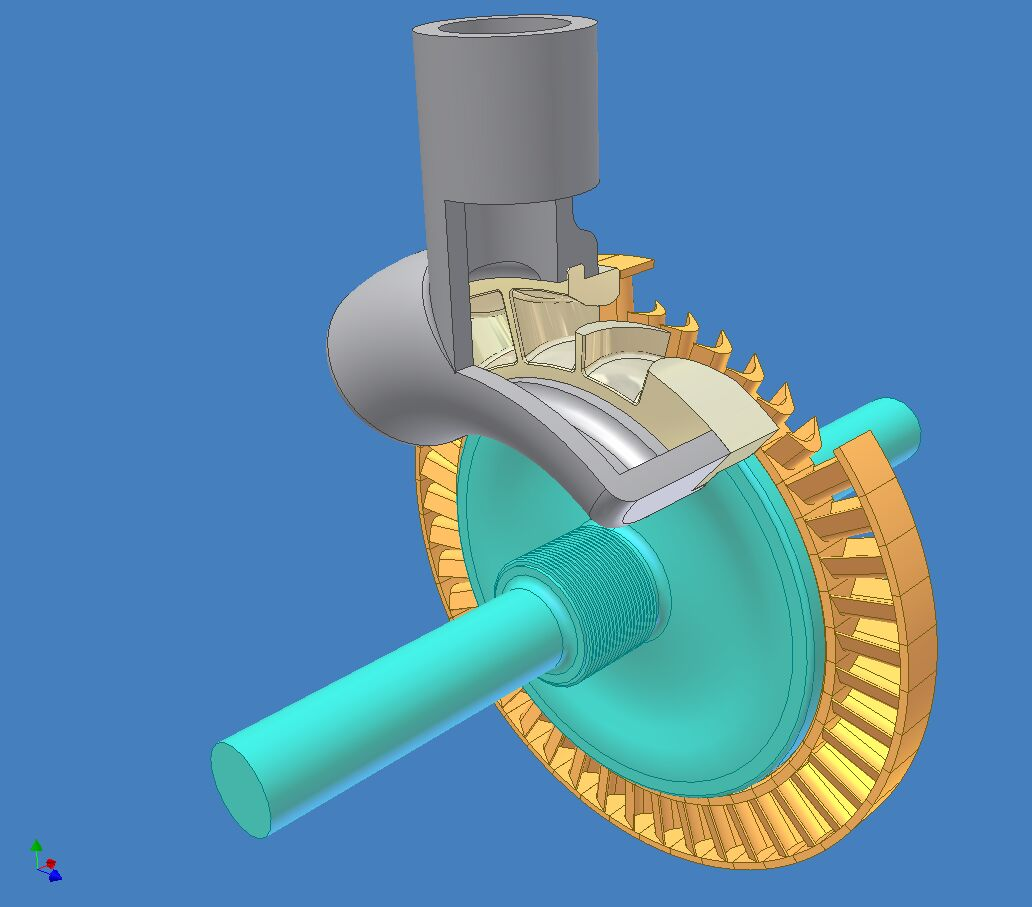
Модель одной ступени паровой турбины

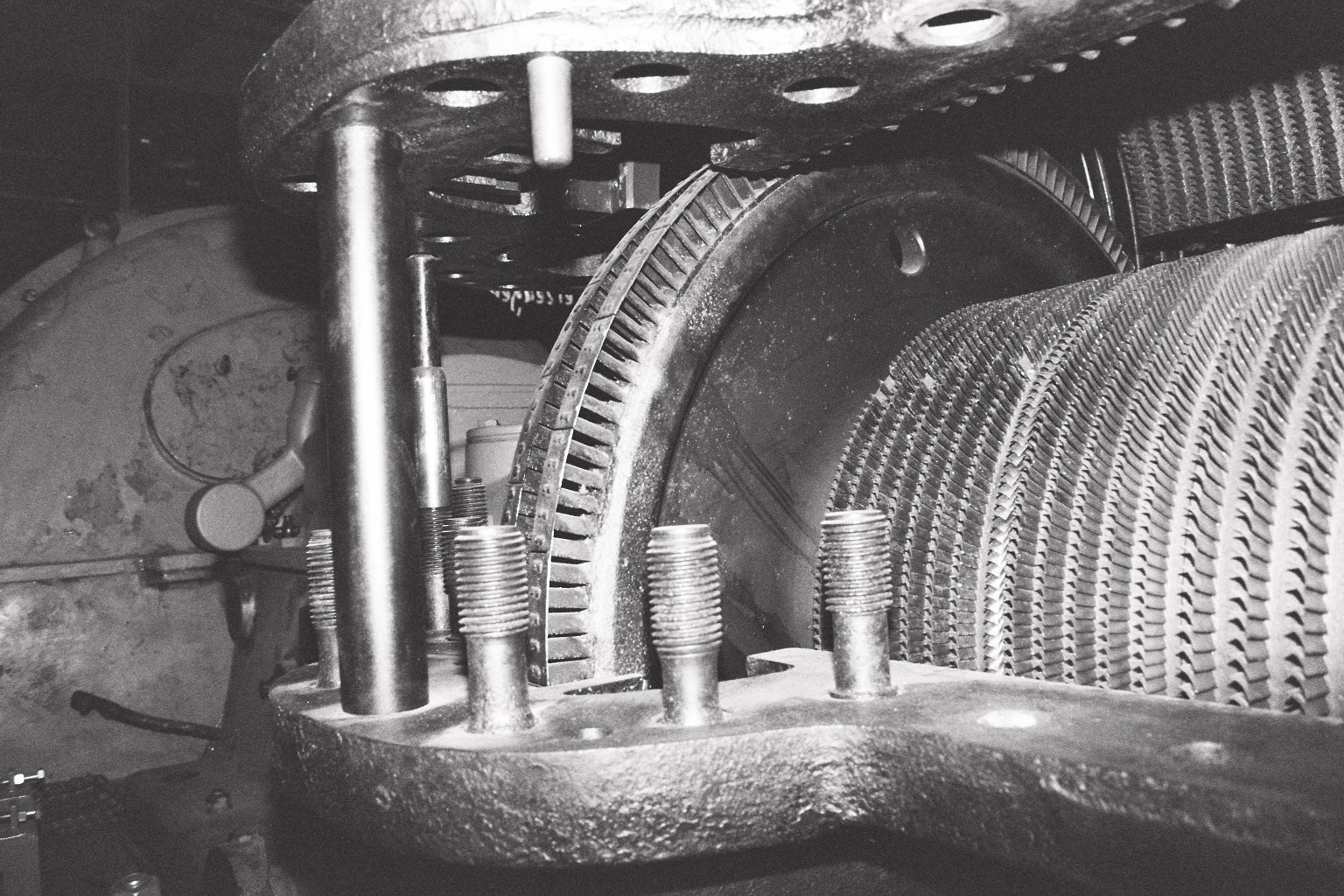
Паровая турбина с раскрытым статором. На верхней части статора видны лопатки соплового аппарата

Устройство гидротурбины системы Каплана

Ступень турбины состоит из двух основных частей. Рабочего колеса — лопаток установленных на роторе(подвижная часть турбины), которое непосредственно создаёт вращение, и Соплового аппарата — лопаток установленных на статоре (неподвижная часть турбины), которые поворачивают рабочее тело для придания потоку необходимого угла атаки по отношению к лопаткам рабочего колеса.
По направлению движения потока рабочего тела различают аксиальные паровые турбины, у которых поток рабочего тела движется вдоль оси турбины, и радиальные, направление потока рабочего тела в которых перпендикулярно оси вала турбины. Центробежные турбины (турбокомпрессоры) также выделяют как отдельный тип турбин.
По числу контуров турбины подразделяют на одноконтурные, двухконтурные и трёхконтурные. Очень редко турбины могут иметь четыре или пять контуров. Многоконтурная турбина позволяет использовать большие тепловые перепады энтальпии, разместив большое число ступеней разного давления.
По числу валов различают одновальные, двухвальные, реже трёхвальные, связанных общностью теплового процесса или общей зубчатой передачей (редуктором). Расположение валов может быть как коаксиальным так и параллельным с независимым расположением осей валов.
В местах прохода вала сквозь стенки корпуса установлены концевые уплотнения для предупреждения утечек рабочего тела наружу и засасывания воздуха в корпус.
На переднем конце вала устанавливается предельный центробежный регулятор (регулятор безопасности), автоматически останавливающий (замедляющий) турбину при увеличении частоты вращения на 10—12 % сверх номинальной.

## Классификация

### По типу рабочего тела
- Газовые турбины
- Паровые турбины
- Гидротурбины (гидравлические турбины) (от др.-греч. ὕδωρ «вода»)